# (1200) Императрикс
(1200) Императрикс (лат. Imperatrix) — небольшой астероид внешней части главного пояса, который был обнаружен 14 сентября 1931 года немецким астрономом Карлом Вильгельмом Рейнмутом, работавшим в Гейдельбергской обсерватории. Происхождение названия не установлено.
Период обращения астероида вокруг Солнца составляет 5,354 года.